# Accidente de helicóptero en Brovarí de 2023
El 18 de enero de 2023, un Eurocopter EC225 Super Puma que transportaba a nueve personas, incluido el ministro del Interior de Ucrania, Denís Monastirski, su adjunto Yevguen Yenin y el secretario de Estado Yuri Lubkovich, se estrelló contra un jardín de infancia en Brovarí, un suburbio de Kiev, Ucrania. El accidente mató a catorce personas, incluidos Monastirski, Yenin y Lubkovich. Cinco de las víctimas mortales fallecieron en tierra, incluido un niño. Veinticinco personas más resultaron heridas en el suelo, incluidos once niños.

## Accidente
Según Kirilo Timoshenko, subjefe de la Oficina del Presidente de Ucrania, los funcionarios a bordo viajaban a una zona de combate cuando el helicóptero cayó al suelo poco después de las 8 a. m. Testigos presenciales describieron mucha niebla en el momento del accidente, mientras que otros informaron haber visto el helicóptero en llamas, girando y dando vueltas antes de tocar el suelo. El helicóptero se estrelló contra un jardín infantil, un edificio de apartamentos en la ciudad de Brovarí, y un automóvil estacionado, los cuales resultaron dañados y se incendiaron.

## Investigación
No hubo indicios de que el accidente fuera algo más, aunque los funcionarios no dieron cuenta inmediata de la causa del mismo. El Servicio de Seguridad de Ucrania dijo que estaba investigando las posibles causas, incluida una violación de las reglas de vuelo, un mal funcionamiento técnico, la destrucción intencional y/o el sabotaje del helicóptero.

## Reacciones
El presidente ucraniano, Volodímir Zelenski, calificó lo ocurrido como una “terrible tragedia” y anunció haber ordenado una investigación.
Antón Herashchenko, consejero del Ministerio de Exteriores de Ucrania, también lamentó la tragedia en un mensaje a través de su cuenta de Twitter, en el que difundió las fotografías de los funcionarios fallecidos.
El gobierno nombró a Íhor Klimenko, jefe de la Policía Nacional de Ucrania, como ministro interino hasta que se nombrara a un nuevo titular.
Muchos funcionarios ucranianos, europeos y estadounidenses, incluido el presidente ucraniano Volodímir Zelenski, el ministro de Asuntos Exteriores ucraniano Dmitró Kuleba, el primer ministro ucraniano Denís Shmihal, el presidente del Consejo Europeo Charles Michel, la embajadora de EE. UU. en Ucrania Bridget A. Brink, la embajadora del Reino Unido en Ucrania Melinda Simmons y el presidente de los Estados Unidos, Joe Biden, rindieron homenaje a las víctimas y expresaron sus condolencias.[cita requerida]